# Jhelum (rivier)
De Jehlum of Jahalum (Punjabi: Shahmukhi: دریاۓ جہلم, Gurmukhi: ਜੇਹਲਮ) is een rivier in het Indiase unieterritorium Jammu en Kasjmir en de Pakistaanse provincie Punjab. De Jhelum komt uit in de Chenab, die uitkomt in de Indus.

## Naamgeving
De Jhelum wordt in het Sanskriet in de veda's Vitastā (वितस्ता) of Vitastastā genoemd. Het is waarschijnlijk een van de mythische rivieren uit de Rig-Veda. De Grieken kenden hem als Hydaspes. De Kasjmiri naam Vyath is een verbastering van het Sanskriet.

## Rivierloop
De rivier ontspringt in de Pir Panjal, een bergketen in de Himalaya, niet ver van de Banihalpas. De rivier stroomt dan in noordwestelijke richting door de brede Kasjmirvallei en door Srinagar, de zomerhoofdstad van Jammu en Kasjmir. De Jhelum stroomt bij Srinagar door het Dalmeer en iets verder door het Wularmeer. Kort daarna gaat de rivier naar het westen stromen tot hij de Indiaas-Pakistaanse bestandslijn gepasseerd is. Bij Muzaffarabad komen de Neelam en de Kunhar in de Jhelum uit. De rivier gaat dan pal zuidwaarts stromen en verlaat de Himalaya foothills. Ten noorden van de stad Jhelum ligt de Mangladam in de Jhelum. In de Punjab stroomt de rivier langs de steden Jhelum, Mandi Bahauddin en Khushab. Bij de Trimmustuw bij in de buurt van Jhang komt de Jhelum in de Chenab uit.

## Dammen en stuwen
Het debiet van de Jhelum vertoont een grote seizoensgebonden variatie. Daarom zijn bij Jhang (Trimmustuw, 18.000 m³/s, aangelegd in 1939) en bij Jhelum (Rasulstuw, 24.000 m³/s, aangelegd in 1967) stuwen in de rivier aangelegd om het waterpeil beter te kunnen controleren. De Mangladam kwam klaar in 1967. Het stuwmeer heeft een opslagcapaciteit van 7,3 km³.
Het gebruik van het water van de Jhelum komt volgens het Indus-Waterverdrag tussen India en Pakistan toe aan Pakistan.

## Geschiedenis

### De Jhelum in de Griekse mythologie
Net als alle rivieren, werd de Jhelum door de Grieken als een godheid beschouwd. De poëet Nonnus van Panopolis beschrijft Hydaspes als een afstammeling van de Titaan, de zoon van de zeegod Thaumas en de wolkengodin Elektra. Hij was de broer van Iris, de regenbooggodin, en halfbroer van de harpijen. Omdat de rivier voor de tijd van Alexander de Grote onbekend was bij de Grieken, kan het goed zijn dat ze de god naar de rivier hebben genoemd in plaats van de rivier naar de god.

### Slag bij de Hydaspes
Alexander de Grote en zijn leger staken de Jhelum in 326 v.Chr. over tijdens de Slag bij de Hydaspes, waarin Alexander de Indiase koning Poros versloeg. Volgens Arrianus stichtte Alexander op de plek waar hij de rivier had overgestoken een stad, die hij Bucephala noemde naar zijn paard Bucephalus. Waarschijnlijk was dit op de plek van de huidige stad Jhelum.
- Bibliothèque nationale de France: cb15521392p (data)
- Library of Congress Control Number: sh2002006260
- Nationale Bibliotheek van Tsjechië: ge785348
- Nationale Bibliotheek van Israël: 987007546910005171
- Virtual International Authority File: 315145464